# Бронхопневмония
Бронхопневмония (бронхиальная пневмония или бронхогенная пневмония) (не путать с долевой пневмонией) — является острым воспалением стенок бронхиол. Этот тип пневмонии характеризуются множественными очагами изоляции, острой консолидации, затрагивающией одну или несколько лёгочных долек.

## Классификация
1. Острая бронхопневмония (завершается острым пневмоническим процессом).
2. Подострая (характеризуется катарально-гнойным воспалением бронхов и лёгких).
3. Хроническая (обычно осложняется гнойной инкапсуляцией, пневмосклерозом).

## Факторы
Бронхопневмония связана с госпитальной пневмонией, так как у них одни и те же возбудители, такие как золотистый стафилококк, клебсиелла, кишечная палочка, и псевдомонада.
При бактериальной пневмонии, вторжение в паренхимы лёгких бактерий, в качестве иммунного ответа, происходит воспаление. Эта реакция приводит к заполнению альвеолярных мешков экссудатом. Потеря воздушного пространства и его замена на жидкость называется консолидацией. При бронхопневмонии и очаговой пневмонии несколько очагов изолированы, острая консолидация затрагивает одну или более лёгочные доли.
Хотя эти две модели пневмонии, долевая и бронхопневмония, являются классическими анатомическими категориями бактериальной пневмонии, в клинической практике типы трудно применить, поскольку шаблоны обычно перекрываются. Бронхопневмония (очаговая) часто приводит к долевой пневмонии, как инфекция прогрессирует. Один организм может привести к одному типу пневмоний у одного пациента, а другой тип может быть у других различных пациентов. С клинической точки зрения, гораздо важнее, чем отличительный анатомический подтип пневмонии, является определение её возбудителя и точная оценка степени заболевания.

## Патология
Макроскопически: множественные очаги консолидации присутствуют в базальных долях лёгких человека, часто двусторонние. Эти поражения имеют размер в 2-4 см в диаметре, серо-жёлтые, сухие, часто сосредоточены на бронхиолах, плохо разделены и имеют тенденцию к слиянию, особенно у детей.
Микроскопически: воспалительный фокус конденсации сосредоточен на бронхиолах как и при остром бронхиолите. Альвеолярный люмен, окружающий бронхиолы заполнены нейтрофилами (лейкоцитарный альвеолит). Присутствует массивное скопление. Воспалительные очаги разделены нормально, паренхимы газированны.

## Симптомы
Если бронхопневмония развивается на фоне бронхита, катара верхних дыхательных путей и т. п., начало заболевания установить не удаётся. Однако часто, особенно у молодых людей, заболевание начинается остро, иногда с озноба. Температура повышается до 38-39 °С, появляются слабость, головная боль, кашель (сухой или со слизисто-гнойной мокротой). Больных иногда беспокоит боль в грудной клетке; учащается дыхание (до 25-30 в минуту). Перкуторный звук при наличии многих близко расположенных или сливных очагов укорочен, нередко с тимпаническим оттенком. При мелкоочаговом поражении или более глубоком и центральном расположении очагов перкуторный звук неизменён. При аускультации на ограниченном участке грудной клетки выслушиваются мелкопузырчатые и сухие хрипы, отличающиеся непостоянством: они могут исчезнуть после кашля или глубокого дыхания, часто меняется их локализация. Дыхание остаётся везикулярным. Отмечается тахикардия (пульс до 100 ударов в минуту), тоны сердца могут быть приглушёнными. В периферической крови иногда обнаруживается нейтрофильный лейкоцитоз (но может наблюдаться и лейкопения), СОЭ повышена.

## Лечение
Обязательно соблюдение постельного режима, обильное и тёплое питьё (до двух литров в день), химически и механически щадящее питание со снижением содержания поваренной соли и обогащённое витаминами и микроэлементами.
Комплексное лечение включает использование антибактериальных препаратов (наиболее часто используются полусинтетические пенициллины) и повышающих иммунологическую реактивность организма препаратов (женьшень, метилурацил), восстановление функции бронхов (отхаркивающие средства: алтей, ипекакуана, термопсис), при сухом кашле – кодеин, дионин, физиотерапевтические методы лечения (горчичники, лечебные грязи, коротковолновая индуктотермия или диатермия, электрофорез) и лечебную физкультуру.

## Бронхопневмония в ветеринарии
Признаки бронхопневмонии имеют много вариаций и особенностей в каждом отдельном случае, что связано с реактивностью организма, вызывающими факторами, условиями среды и осложнениями. В типичных случаях болезнь начинается острым диффузным бронхитом. Общее состояние больных резко меняется (отказ от корма, жажда, понижение мышечного тонуса, одышка), температура тела поднимается на 1,5-2 °С, и в дальнейшем принимает волнообразный характер. Течение болезни довольно разнообразное. При благоприятных условиях она заканчивается в 15-20 дней, но нередки случаи затяжных форм с рядом осложнений.